# Binky Brown rencontre la Vierge Marie
Binky Brown rencontre la Vierge Marie (anglais : Binky Brown Meets the Holy Virgin Mary) est une bande dessinée de l'auteur américain underground Justin Green publiée en mars 1972 par Last Gasp sous forme de comic book. Cette histoire est considérée comme l'œuvre majeure de Green, et la première bande dessinée autobiographique américaine d'importance. Elle a influencé de nombreux auteurs. Sa première traduction en français est parue en 2011 chez Stara.

## Synopsis
Binky Brown, alter ego de Justin Green, est un jeune adolescent de père juif mais élevé dans la religion catholique. Ayant intériorisé la critique de la sexualité que lui ont inculqué ses éducateurs, Brown, victime d'une culpabilité pathologique, cherche à combattre par tous les moyens, y compris en s'auto-punissant, les pulsions sexuelles qui le submergent au moment de la puberté. Il développe des troubles obsessionnels compulsifs. À l'âge adulte, Binky finit par rejeter la religion catholique.

## Rééditions
En 1995, Last Gasp réédite le comics original accompagné d'autres histoires de Binky Brown dans un album intitulé Binky Brown Sampler.
En 2009, l'éditeur McSweeney’s Books publie une version reprenant directement les planches originales de Green. L'album est donc d'une taille plus grande que celle du comics.

## Influence
Quoique Justin Green s'en défende, Binky Brown rencontre la Vierge Marie est souvent considéré comme le premier comics autobiographique et son importance a suscité de nombreux autres œuvres de ce genre. Ainsi, Art Spiegelman, reconnaît que sans Binky Brown, jamais il n'aurait pu écrire sa série autobiographique Maus.